# 秋物語
「秋物語」（あきものがたり）は、NHKの歌番組『みんなのうた』で放送された楽曲、歌は尾崎紀世彦。

## 解説
原曲はフランスの楽曲で、原題は“Gentil dauphin triste”（悲しきイルカ）
。作詞はP.デラノエ、作曲はG.ルノルマン、日本語詞は山元清多による。尾崎紀世彦は『みんなのうた』初出演、アニメーションは古川タクが担当。
歌詞の内容は、寂しがりの男の子をなぐさめていて、秋になっても南の国へ帰らず、凍え死んだお人好しのツバメを歌っている。日本語詞は、オスカー・ワイルドの『幸福な王子』を下敷きに書かれた。原曲は、怖いサメの映画が流行ったせいで、さびれた夏の浜辺で約束したのに君が来ない、とイルカが嘆く内容となっている。
1977年に初回放送された後も、何度も再放送されている。1984年にはステレオ放送用に再録音され、その後も引き続き放送される人気の高い曲である。2013年8月24日と同年9月28日には『みんなのうたリクエスト』で、モノラル版が尾崎逝去後では初の再放送。同番組では、8月10日と9月14日に2曲目の出演となった「ふるさとの五月」も再放送された。5年後の2018年10月26日と11月23日には、ステレオ版が同番組で再放送された。

## 収録アルバム
1984年版が初商品化され、2021年5月19日にコンピレーション・アルバム として日本コロムビアより発売。規格品番はCOCX-41458
。
- 『NHKみんなのうた 60 アニバーサリー・ベスト 〜アイスクリームの歌〜』 (#11) 2021年